# 202-й центр підготовки сержантського складу (Україна)
202-й центр підготовки сержантського складу (202 ЦПСС, в/ч А1437) — спеціалізований навчальний центр підготовки сержантського складу в структурі повітряних сил збройних сил України.

## Історія
Центр було створено 25 травня 2017 року в складі 38-го об’єднаного навчального центру Повітряних Сил (м. Васильків).
15 лютого 2018 року у Василькові, на базі центру, вперше розпочалась підготовка на Курсі лідерства середнього рівня. Підготовка проводиться за участі представників Збройних сил Канади. Іноземні колеги мають оцінити роботу інструкторського складу центру та проаналізувати наскільки програми Курсу лідерства, їх тематика відповідає стандартам підготовки, яка проводиться у Школах підготовки сержантів країн — членів НАТО, а також надати інструкторському складу Центру, методичну допомогу у проведенні Курсів.
Щоденно після закінчення занять, проводиться короткий брифінг на якому іноземні інструктори динамічно та об’єктивно висловлюють свої погляди, щодо навчального процесу, майстерності викладачів та обговорюють питання, які допоможуть визначити, підсилити слабкі сторони та укріпити сильні.
28 лютого 2018 року відбувся перший випуск військовослужбовців, які пройшли підготовку на Курсі лідерства середнього рівня та отримали сертифікати про закінчення навчання.
У центрі побудують «Смугу реакції лідера» натовського зразку, у рамках професіоналізації сержантського корпусу.

## Зовнішні посилання
- У центрах підготовки сержантського складу працювала робоча група Генерального штабу ЗС України. www.mil.gov.ua. Міністерство оборони України. 5 лютого 2018. Архів оригіналу за 5 лютого 2018. Процитовано 9 лютого 2018.
- На базі Центру підготовки сержантів відпрацьовано проекти навчальних програм за стандартами НАТО. tverezo.info. Тверезий погляд. 30 листопада 2017. Архів оригіналу за 16 березня 2018. Процитовано 9 лютого 2018.